# لیگ دسته اول فوتبال ارمنستان ۲۰-۲۰۱۹
لیگ دسته اول فوتبال ارمنستان ۲۰–۲۰۱۹ بیست و هشتمین فصل از زمان تأسیس آن بود. در ۶ اوت ۲۰۱۹ آغاز شد و در ۲۷ مه ۲۰۲۰ به پایان رسید باشگاه فوتبال سوان مدافع عنوان قهرمانی است.

## خلاصه
در مجموع ۱۷ باشگاه وارد این رقابت‌ها شدند که تنها ۱۱ باشگاه واجد شرایط صعود بودند، در حالی که ۶ تیم دیگر تیم‌های ذخیره باشگاه‌های لیگ برتر فوتبال ارمنستان هستند.

## تغییرات تیم
- باشگاه فوتبال جوانان سوان به باشگاه فوتبال سوان تغییر نام داد.
- اف‌سی آنی از ایروان، یک باشگاه تازه تأسیس در ۲۰۱۹.
- اف‌سی آراگاتس از آشتاراک، یک باشگاه تازه تأسیس در ۲۰۱۹.
- بی‌کی‌ام‌ای ایروان از ایروان، بین سال‌های ۱۹۴۷ تا ۱۹۹۳ فعالیت داشت و در سال ۲۰۱۹, دوباره تأسیس شد (ورزشگاه خانگی در واغارشاپات).
- باشگاه فوتبال دیلیجان از دیلیجان، یک باشگاه تازه تاسیس در ۲۰۱۸, در سال ۲۰۱۹ به لیگ پیوست.
- باشگاه فوتبال لرناین آرتساخ از استپاناکرت، لیگ فوتبال آرتساخ را ترک کرد تا در لیگ دسته اول فوتبال ارمنستان بازی کند. از آنجایی که باشگاه‌های حاضر در لیگ‌های ارمنستان نمی‌توانند در جمهوری آرتساخ بازی کنند، لرنایین آرتساخ بازی‌های خانگی خود را در سیسیان برگزار خواهد کرد.
- باشگاه فوتبال ماسیس از ماسیس، یک باشگاه فوتبال تازه تأسیس در ۲۰۱۹.
- باشگاه فوتبال تورپیدو ایروان از ایروان، یک باشگاه فوتبال تازه تأسیس در ۲۰۱۹ (ورزشگاه خانگی در آبوویان).
- باشگاه فوتبال وان از چارنتساوان، یک باشگاه فوتبال تازه تأسیس در ۲۰۱۹.
- باشگاه فوتبال ارمنستان غربی از ایروان، یک باشگاه فوتبال تازه تأسیس.

به لیگ برتر فوتبال ارمنستان ۲۰–۲۰۱۹ صعود کرد:
- باشگاه فوتبال ایروان به عنوان نایب قهرمانی en:2018–19 Armenian First League.

اگرچه جوانان سوان به عنوان قهرمان شناخته شد، اما به دلیل عدم برآورده کردن الزامات فدراسیون فوتبال ارمنستان برای شرکت در مسابقات لیگ برتر فوتبال ارمنستان، به لیگ برتر فوتبال ارمنستان ۲۰–۲۰۱۹ صعود نکرد. در عوض، ایروان، نایب قهرمان، به دلیل برآورده کردن الزامات ذکر شده در بالا، به لیگ برتر صعود کرد.

## ورزشگاه‌ها و موقعیت‌ها
| باشگاه                         | موقعیت     | ورزشگاه                        | گنجایش |
| ------------------------------ | ---------- | ------------------------------ | ------ |
| آلاشکرت                        | ایروان     | ورزشگاه پیونیک                 | ۷۸۰    |
| باشگاه فوتبال آنی              | ایروان     | ورزشگاه پیونیک                 | ۷۸۰    |
| باشگاه فوتبال آراگاتس          | آشتاراک    | ورزشگاه کاساغی مارزیک          | ۳٬۶۰۰  |
| آرارات ایروان                  | ایروان     | مرکز تمرینی دزوراغبیور         | نامشخص |
| آرارات-آرمنیا                  | ایروان     | آکادمی فوتبال ایروان           | نامشخص |
| بی‌کی‌ام‌ای ایروان                | ایروان     | آکادمی فوتبال واغارشاپات       | ۳۰۰    |
| باشگاه فوتبال دیلیجان          | دیلیجان    | زمین فوتبال یودابلیوسی دیلیجان | ۵۰۰    |
| لرناین آرتساخ                  | سیسیان     | ورزشگاه شهر سیسیان             | ۵۰۰    |
| باشگاه فوتبال لوکوموتیو ایروان | ایروان     | ورزشگاه میکا                   | ۷٬۲۰۰  |
| باشگاه فوتبال ماسیس            | ماسیس      | مرکز تمرینی دزوراغبیور         | نامشخص |
| پیونیک                         | ایروان     | ورزشگاه پیونیک                 | ۷۸۰    |
| باشگاه فوتبال سوان             | سوان       | ورزشگاه شهر سوان               | ۵۰۰    |
| شیراک                          | گیومری     | ورزشگاه شهر گیومری             | ۲٬۸۴۴  |
| باشگاه فوتبال تورپیدو ایروان   | ایروان     | ورزشگاه شهر آبوویان            | ۳٬۹۴۶  |
| اورارتو                        | ایروان     | مرکز تمرینی اورارتو            | ۵۰۰    |
| باشگاه فوتبال وان              | چارنتساوان | ورزشگاه شهر چارنتساوان         | ۵٬۰۰۰  |
| ارمنستان غربی                  | ایروان     | مرکز تمرینی دزوراغبیور         | نامشخص |

## جدول لیگ
| رتبه | تیم                                | بازی | برد | مساوی | باخت | گل زده | گل خورده | گل تفاضل | امتیاز | صعود                             |
| ---- | ---------------------------------- | ---- | --- | ----- | ---- | ------ | -------- | -------- | ------ | -------------------------------- |
| ۱    | باشگاه فوتبال وان                  | ۲۸   | ۲۲  | ۴     | ۲    | ۹۰     | ۱۸       | ۷۲+      | ۷۰     | صعود به لیگ برتر فوتبال ارمنستان |
| ۲    | باشگاه فوتبال لوکوموتیو ایروان (D) | ۲۷   | ۲۲  | ۴     | ۱    | ۷۶     | ۲۳       | ۵۳+      | ۷۰     |                                  |
| ۳    | ارمنستان غربی                      | ۲۷   | ۲۱  | ۳     | ۳    | ۸۰     | ۳۷       | ۴۳+      | ۶۶     |                                  |
| ۴    | بی‌کی‌ام‌ای ایروان                    | ۲۷   | ۱۶  | ۲     | ۹    | ۶۳     | ۳۵       | ۲۸+      | ۵۰     |                                  |
| ۵    | آرارات-آرمنیا                      | ۲۷   | ۱۵  | ۳     | ۹    | ۷۵     | ۴۷       | ۲۸+      | ۴۸     |                                  |
| ۶    | آلاشکرت                            | ۲۷   | ۱۴  | ۵     | ۸    | ۶۹     | ۳۹       | ۳۰+      | ۴۷     |                                  |
| ۷    | باشگاه فوتبال سوان                 | ۲۸   | ۱۴  | ۵     | ۹    | ۵۲     | ۴۲       | ۱۰+      | ۴۷     |                                  |
| ۸    | اورارتو                            | ۲۸   | ۱۴  | ۳     | ۱۱   | ۷۲     | ۴۰       | ۳۲+      | ۴۵     |                                  |
| ۹    | آرارات ایروان                      | ۲۷   | ۱۱  | ۴     | ۱۲   | ۵۹     | ۵۶       | ۳+       | ۳۷     |                                  |
| ۱۰   | باشگاه فوتبال تورپیدو ایروان (D)   | ۲۸   | ۸   | ۳     | ۱۷   | ۴۸     | ۹۲       | ۴۴−      | ۲۷     |                                  |
| ۱۱   | باشگاه فوتبال آراگاتس (D)          | ۲۸   | ۷   | ۶     | ۱۵   | ۵۶     | ۷۱       | ۱۵−      | ۲۷     |                                  |
| ۱۲   | شیراک                              | ۲۹   | ۷   | ۶     | ۱۶   | ۴۱     | ۷۲       | ۳۱−      | ۲۷     |                                  |
| ۱۳   | لرناین آرتساخ                      | ۲۵   | ۶   | ۶     | ۱۳   | ۴۳     | ۴۴       | ۱−       | ۲۴     |                                  |
| ۱۴   | باشگاه فوتبال آنی                  | ۲۸   | ۶   | ۳     | ۱۹   | ۳۱     | ۱۰۸      | ۷۷−      | ۲۱     |                                  |
| ۱۵   | باشگاه فوتبال ماسیس (D)            | ۲۷   | ۵   | ۵     | ۱۷   | ۴۴     | ۸۲       | ۳۸−      | ۲۰     |                                  |
| ۱۶   | باشگاه فوتبال دیلیجان              | ۲۶   | ۵   | ۴     | ۱۷   | ۳۶     | ۹۷       | ۶۱−      | ۱۹     |                                  |
| ۱۷   | پیونیک                             | ۲۷   | ۵   | ۲     | ۲۰   | ۴۴     | ۷۶       | ۳۲−      | ۱۷     |                                  |

1. 1 2  امتیازات رو در رو: وان ۴, لکوموتیو ایروان ۱.
2. 1 2  امتیازات رو در رو: آلاشکرت-۲ ۳, سوان ۰.
3. 1 2  امتیازات رو در رو: آراگاتس ۴, شیراک-۲ ۱.

## نتایج
| میزبان \ میهمان                | ALA | ANI  | ARG | ARA | AAR | BKM | DIL | LER | LOK | MAS | PYU | SEV | SHI | TOR | URA  | VAN | WES |
| ------------------------------ | --- | ---- | --- | --- | --- | --- | --- | --- | --- | --- | --- | --- | --- | --- | ---- | --- | --- |
| آلاشکرت                        | —   |      | ۷–۲ | ۱-۲ | ۷-۱ | ۲–۴ | ۱–۱ | ۱–۱ | ۰–۲ | ۵–۰ | ۴-۱ | ۳–۲ | ۱–۰ | ۵–۱ |      | ۱–۲ | ۰–۵ |
| باشگاه فوتبال آنی              | ۰–۵ | —    | ۳–۲ | ۰–۱ | ۱-۲ | ۰–۸ |     | ۰–۰ | ۱–۵ | ۲–۰ | ۰-۳ | ۰-۱ | ۵–۴ | ۱–۲ | ۰–۱۲ | ۱–۸ |     |
| باشگاه فوتبال آراگاتس          | ۳–۳ | ۲–۲  | —   | ۲–۲ |     | ۱-۳ | ۰–۳ | ۰–۲ | ۲–۲ | ۰–۱ |     | ۴–۳ | ۶–۱ | ۳-۴ | ۳–۲  | ۰–۱ | ۱–۲ |
| آرارات ایروان                  | ۰–۲ | ۳–۵  | ۰-۱ | —   | ۳–۴ | ۱–۲ | ۵–۲ |     | ۱–۳ | ۷–۲ | ۱–۰ | ۰–۰ | ۱–۴ | ۵–۲ | ۳–۰  | ۰-۶ | ۴–۵ |
| آرارات-آرمنیا                  | ۳–۰ | ۹–۲  | ۶–۰ |     | —   |     | ۷–۱ | ۲–۲ |     | ۳–۲ | ۳–۰ | ۱–۱ | ۴–۰ | ۶–۰ | ۱–۳  | ۱-۲ | ۱-۳ |
| بی‌کی‌ام‌ای ایروان                | ۱–۲ | ۲–۰  | ۶–۱ | ۲-۱ | ۳–۲ | —   | ۱–۰ |     | ۱–۲ | ۱–۰ | ۲–۰ | ۲–۴ |     | ۷–۰ | ۱–۰  | ۰-۴ | ۲–۳ |
| باشگاه فوتبال دیلیجان          | ۰–۷ | ۴–۲  | ۱-۵ |     |     |     | —   | ۴–۲ |     | ۱–۱ | ۳–۲ | ۰–۱ | ۴–۴ | ۱–۲ | ۱–۵  | ۰-۱ | ۰–۸ |
| لرناین آرتساخ                  | ۰-۰ | ۵-۰  |     | ۰–۲ | ۱–۲ | ۰–۳ | ۶–۱ | —   |     |     | ۳–۰ | ۱–۳ | ۳–۱ |     | ۰–۰  |     | ۱–۲ |
| باشگاه فوتبال لوکوموتیو ایروان | ۳-۲ | ۲–۰  |     | ۴–۰ |     | ۲-۱ | ۳–۱ | ۳–۰ | —   | ۲–۱ | ۷–۰ | ۲–۰ | ۲–۱ | ۴-۱ | ۲–۰  | ۰–۰ | ۱–۱ |
| باشگاه فوتبال ماسیس            |     |      | ۳–۷ | ۱–۳ | ۳–۳ | ۱–۲ |     | ۵-۳ | ۲–۷ | —   | ۸–۳ | ۱–۱ | ۲-۲ | ۱–۱ | ۰-۹  | ۰–۳ | ۱–۲ |
| پیونیک                         | ۰–۳ | ۱–۲  | ۲–۲ |     | ۲–۱ |     | ۶–۰ | ۵–۱ | ۰–۴ | ۴-۱ | —   | ۲–۴ | ۰–۱ |     | ۳–۴  | ۰–۲ | ۲-۵ |
| باشگاه فوتبال سوان             |     | ۰–۳  | ۱–۰ | ۲–۳ | ۴–۲ |     | ۴-۱ | ۱–۰ | ۲–۲ | ۳-۲ | ۵–۲ | —   | ۰-۰ |     | ۳–۱  | ۲–۰ | ۰-۳ |
| شیراک                          | ۱-۳ | ۰-۰  | ۲–۲ | ۱–۱ | ۲–۳ | ۰–۳ | ۸–۲ |     | ۰–۶ | ۱–۴ | ۱–۰ | ۲–۰ | —   | ۲–۱ | ۰-۱  |     | ۰–۳ |
| باشگاه فوتبال تورپیدو ایروان   | ۱–۱ | ۱۲–۰ | ۱–۴ | ۲-۸ | ۰-۴ | ۲-۱ | ۱–۱ | ۰–۶ | ۲–۳ | ۲–۰ | ۵–۴ | ۱–۲ |     | —   |      | ۰–۷ | ۱–۲ |
| اورارتو                        | ۳–۲ | ۷-۰  | ۲–۱ | ۱–۰ | ۰–۱ | ۱–۱ | ۷-۰ |     | ۱–۲ | ۱–۲ | ۰-۰ | ۲-۱ | ۵–۱ | ۳–۰ | —    | ۰–۵ |     |
| باشگاه فوتبال وان              | ۰–۱ | ۵–۰  | ۴-۱ | ۳–۰ | ۲–۰ | ۱–۱ | ۵–۱ | ۳–۳ | ۳-۰ | ۴–۰ |     |     | ۶–۰ | ۴–۳ | ۲–۰  | —   | ۴–۰ |
| ارمنستان غربی                  |     | ۳–۱  | ۲–۱ |     | ۲–۲ | ۲–۱ |     | ۳-۲ | ۰-۱ |     | ۴–۲ | ۲–۱ | ۳-۰ | ۷–۰ | ۵–۲  | ۳–۳ | —   |

## آمارهای فصل

### گلزنان برتر
تا تاریخ مسابقه انجام شده ۲ ژوئیه ۲۰۲۰
| رتبه | بازیکن          | باشگاه                         | گل‌ها |
| ---- | --------------- | ------------------------------ | ---- |
| ۱    | هاکوب خاچاطریان | آرارات-آرمنیا                  | ۳۵   |
| ۲    | ویلفرید ازا     | باشگاه فوتبال وان              | ۳۲   |
| ۳    | سرگئی اورلوف    | ارمنستان غربی                  | ۳۱   |
| ۴    | اریک پطروسیان   | اورارتو                        | ۲۵   |
| ۵    | ژیرایر شاقویان  | بی‌کی‌ام‌ای ایروان                | ۲۳   |
| ۶    | کاراپت مانوکیان | باشگاه فوتبال لوکوموتیو ایروان | ۲۱   |
| ۷    | میخائیل ژابکین  | ارمنستان غربی                  | ۲۰   |
| ۸    | آلن کاراپتیان   | باشگاه فوتبال آراگاتس          | ۱۹   |
| ۹    | آرام لرتسیان    | باشگاه فوتبال سوان             | ۱۵   |
| ۹    | احمد جیندویان   | آلاشکرت                        | ۱۵   |